# Тот, Ласло (шахматный деятель)
Ла́сло Тот (венг. Tóth László; 17 мая 1895, Кечкемет — 9 марта 1964, там же) — венгерский шахматный деятель, шахматный литератор. Основатель и редактор (1921—1950) журнала «Мадьяра шакквилаг». Организатор в Кечкемете международных турниров (1927, 1962 и 1964). Обладал крупной шахматной библиотекой (свыше 4 тысяч книг).
С 1966 года в Кечкемете проводятся мемориалы Тота.